# Харьковское сельское поселение (Чечня)
Харьковское се́льское поселе́ние — муниципальное образование в Шелковском районе Чечни Российской Федерации.
Административный центр — село Харьковское.

## История
Статус и границы сельского поселения установлены Законом Чеченской Республики от 14 июля 2008 года № 42-РЗ «Об образовании муниципального образования Шелковской район и муниципальных образований, входящих в его состав, установлении их границ и наделении их соответствующим статусом муниципального района и сельского поселения».

## Население
| 2010  | 2012  | 2013  | 2014  | 2015  | 2016  | 2017  |
| ----- | ----- | ----- | ----- | ----- | ----- | ----- |
| 1502  | ↗1549 | ↗1598 | ↗1651 | ↗1702 | ↗1722 | ↗1754 |
| 2018  | 2019  | 2020  | 2021  | 2023  | 2024  |       |
| ↗1777 | ↗1815 | ↗1840 | ↗1923 | ↗1958 | ↗1992 |       |

## Состав сельского поселения
| № | Населённый пункт | Тип населённого пункта | Население |
| - | ---------------- | ---------------------- | --------- |
| 1 | Харьковское      | село                   | ↗1992     |